# Омирбек шутник

Памятник Омирбеку лаккы

Омирбек шутник (кара. Өмирбек лаққы) — фольклорный юмористический персонаж, часть каракалпакского и южноказахского эпоса, герой анекдотов и сатирических историй. Острослов. Защитник бедных.

## Литературный образ
Омирбек — обычный бедняк средних лет, женат. Живет с семьей в юрте где-то рядом с Чимбаем, что в Хивинском ханстве. Из живности у Омирбека его верный осел, а также куры и бараны, которые в голодные времена съедаются или идут на продажу. Сам Омирбек обладает прекрасным чувством юмора. Находчивость спасала его семью и его самого от голода и преследования властей за острый язык. Омирбек щедр и добр, он не остается в стороне, когда кто-то попадает в беду. Готов разделить последний кусок хлеба во имя дружбы и гостеприимства. Не раз он выручал своего товарища Досназара-левшу, подколоть которого он не упускает возможности. Омирбек острым словом, а иногда и делом борется с жадностью и жестокостью власть имущих и богачей — будь-то бай, имам, купец или даже хан.

### Любимые фразы Омирбека
«Ум и хитрость — оружие бедняка»
«Родная заплата дороже чужого халата»
«Пусть меня лучше облает собака из родного аула, чем похвалит Хивинский кази-раис»

## История персонажа
По некоторым сведениям Омирбек лаккы считается реальной исторической личностью, который проживал в Чимбае во второй половине XIX — начале XX века. О нем рассказывали аксакалы, которые якобы были лично знакомы с острословом. Живут в Каракалпакстане его потомки, что подтверждают определенные документальные данные. Однако существуют сомнения, в том, о том ли Омирбеке идет речь, поскольку веселые истории с упоминанием имени героя, звучали еще в XVIII веке наряду с эпическими поэмами «Кырк Кыз», «Шарьяр» и другими произведениями. Потому, возможно, произошел временно-смысловой сдвиг, как и в случае, например, с Ходжой Насреддином, когда событие, произошедшее в другой временной промежуток времени и с другим человеком (или и вовсе вымышленное), приписывается персонажу на основании характера и поступков героя.

## Типология
Похожие персонажи у других народов:
- Ходжа Насреддин (Афанди, Эпенди, Афенди)- в Азербайджане,Турции и Центральной Азии;
- Алдар Косе — у казахов;
- Мушфики — у таджиков;
- Иван-дурак — у русских;
- Хитрый Пётр — у южных славян;
- Джоха — у арабов;
- Пыл-Пуги— у армян;
- Гершеле Острополер — у евреев-ашкеназов;
- Нестерка — у белорусов;
- Пэкалэ и Тындалэ — у румын и молдаван;
- Тиль Уленшпигель — у фламандцев и немцев.

## В литературе
Сборник «Анекдоты каракалпакских народных сказаний», среди которых рассказ «Жизнь Омирбека» Джолмурзы Аймурзаева был опубликован в 1962 году.
Образ Омирбека в своих произведениях использовал поэт Ибрагим Юсупов
На русском языке издан сборник «Анекдоты Омирбека» Бориса Привалова в 1970 году
Также анекдоты Омирбека в советское время публиковали журналы «Огонёк», «Крокодил», «Муштум».

## Память
В центре Чимбая установлен памятник Омирбеку и его ослу работы скульптора Дарибая Тажимуратова
Комедия «Өмирбек лаққы» была поставлена в Нукусском драматическом театре
В Чимбайском районе Каракалпакстане проходит молодежный юмористический конкурс «Өмирбек лаққы лигаси» («Лига шутника Омирбека»)